# Saba zászlaja
Saba zászlaján a csillag Sabát jelképezi. Színe a sziget természeti szépségeire utal, illetve a jövőbe vetett reményekre. A zászló színei a Hollandiához és a Holland Antillákhoz fűződő történelmi és politikai kapcsolatokra utalnak. A fehér továbbá a békét, a bátorságot, a tisztaságot, a vörös az egységet, a bátorságot és az eltökéltséget is szimbolizálja.
A kék a tengert idézi, amelynek fontos szerepe van Saba népének életében. A kék a mennyország jelképe is – a Mindenhatóra emlékezteti Saba népét, aki a szigetet teremtette.